# 楊嶸
杨嵘（?—?），清朝官員，同进士出身。
乾隆丙戌科（1766年）三甲进士，曾任广西省武缘县知县、宾州同知，署理知府。为官清廉，两袖清风，死于任上时其子无力归葬，后由其孙杨昙多方筹措得以扶柩还乡安葬。诗作有《张贞女》等。